# Interior Division
De Interior Division (Bahagian Pedalaman) is een deelgebied van de deelstaat Sabah op Borneo in Maleisië.
Het is 18.298 km² groot. Het beslaat 24.9% van Sabah en heeft 14.7% van de inwoners van Sabah.

## Bestuurlijke indeling
De Bahagian Pedalaman is onderverdeeld in zeven districten:
- Beaufort
- Keningau
- Kuala Penyu
- Nabawan
- Sipitang
- Tambunan
- Tenom

## Geografie

### Steden
Grote steden zijn: 
- Beaufort (Sabah)
- Kuala Penyu
- Sipitang
- Tenom
- Nabawan
- Keningau
- Tambunan